# Centro Andaluz de Arte Contemporáneo
Pour les articles homonymes, voir CAAC.
Le Centre andalou d'Art contemporain (Centro Andaluz de Arte Contemporáneo, CAAC) est un musée consacré à l'art contemporain situé à Séville, dépendant du Cabinet de Culture de la Junte d'Andalousie. Depuis 1997, il a son siège dans le monastère de Sainte María des Cuevas, aussi connu aussi comme la Cartuja, un espace récupéré de l'Exposition universelle de 1992.
Il est inauguré le 1er janvier 1998 et constitue un des principaux espaces en Andalousie hébergeant de l'art contemporain, autant de façon permanente qu'à travers diverses expositions temporaires. Le musée conserve plus de 3 200 œuvres d'art. Depuis 2010, son directeur est Juan Antonio Álvarez Reyes.
Depuis novembre 2023, sa directrice est Jimena Blázquez.

## Histoire

### Centro Andaluz de Arte Contemporáneo
En 1997, la chartreuse de Séville devint le siège du Centro Andaluz de Arte Contemporáneo (CAAC), créé en 1990 dans le but de doter l'Andalousie d'une institution spécialisée dans l'investigation, la conservation, la promotion et la diffusion de l'art contemporain. C'est un organisme autonome qui dépend du Conseil de la Culture de la Junte d'Andalousie. Il possède non seulement une collection permanente, mais met également sur pied des expositions temporaires. Il est de plus doté d'une vidéothèque, d'une phonothèque, d'une photothèque et d'une bibliothèque possédant 19 000 titres et abonnée à une centaine de périodiques spécialisés. Les locaux de l'ancien monastère accueillent également le rectorat et le campus sévillan de la Universidad International de Andalucía (Université Internationale d'Andalousie, UNIA).

## Collection
D'un point de vue chronologique, le début théorique de la collection du Centre andalou d'Art contemporain se situe dans les années 1950.
Sélection d'artistes dont les œuvres font partie des fonds du CAAC : 
- Ignasi Aballí (es)
- Pic Adrián
- Rafael Agredano (d)
- Ángeles Agrela (es)
- Ana Laura Aláez (es)
- Alfonso Albacete (es)
- José Luis Alexanco (d)
- Elena Asins
- Francis Bacon
- Txomin Badiola (es)
- Manuel Barbadillo (es)
- Olivo Barbieri (it)
- Sergio Belinchón (es)
- Ross Bleckner (en)
- Louise Bourgeois
- Stanley Brown
- Jaime Burguillos
- Patricio Cabrera
- James Casebere
- Christo y Jeanne-Claude
- Luis Claramunt
- Chema Cobo (es)
- Hannah Collins
- Joan Colom
- Patricia Dauder (en)
- Equipo 57 (es)
- Pepe Espaliú (es)
- Valie Export
- Daniel Faust (d)
- Joan Fontcuberta
- Pere Formiguera (es)
- Peter Friedl
- Dora García
- Pedro García Ramos
- Alonso Gil (d)
- Victoria Gil (d)
- Paco Gómez (es)
- Curro González (es)
- Luis Gordillo
- Dan Graham
- José Guerrero
- Federico Guzmán
- Joan Hernández Pijuan
- Candida Höfer
- Cristina Iglesias
- Juan Francisco Isidro
- Francesco Jodice
- Gonzalo Juanes
- Juan del Junco
- Jürgen Klauke
- Joseph Kosuth
- Jonathan Lasker
- Mark Lewis (en)
- Rogelio López Cuenca
- Lugan
- Alex MacLean
- Ramón Masats
- Oriol Maspons
- Joaquín Meana
- Ana Mendieta
- Henri Michaux
- Manolo Millares
- Aleksandra Mir
- Xavier Miserachs
- Priscilla Monge
- Juan Luis Moraza
- François Morellet
- Daidō Moriyama
- Robert Motherwell
- MP & MP Rosado
- Juan Muñoz
- Bruce Nauman
- Olaf Nicolai (en)
- Francisco Ontañón (es)
- Pablo Palazuelo
- Marta María Pérez (es)
- Carlos Pérez Siquier
- Guillermo Pérez Villalta (es)
- Gonzalo Puch (d)
- Manolo Quejido (es)
- Albert Ràfols-Casamada
- Xavier Ribas (ca)
- Juan Carlos Robles (es)
- Pedro G. Romero
- Allen Ruppersberg
- Juan Manuel Seisdedos
- Andres Serrano
- Pablo Serrano
- Soledad Sevilla
- Alejandro Sosa
- Antonio Sosa
- José María Sicilia
- Anne-Sofie Siden
- Juan Suárez
- Ricard Terré
- Ignacio Tovar
- Miguel Trillo
- Julio Ubiña
- Juan Uslé
- Javier Velasco
- Bill Viola
- Claudio Zulian
- Jesún Zurita
- Zush-Evru